# Martin Busker
Martin Busker (* 10. Januar 1980 in Emden) ist ein deutscher Drehbuchautor und Filmregisseur.

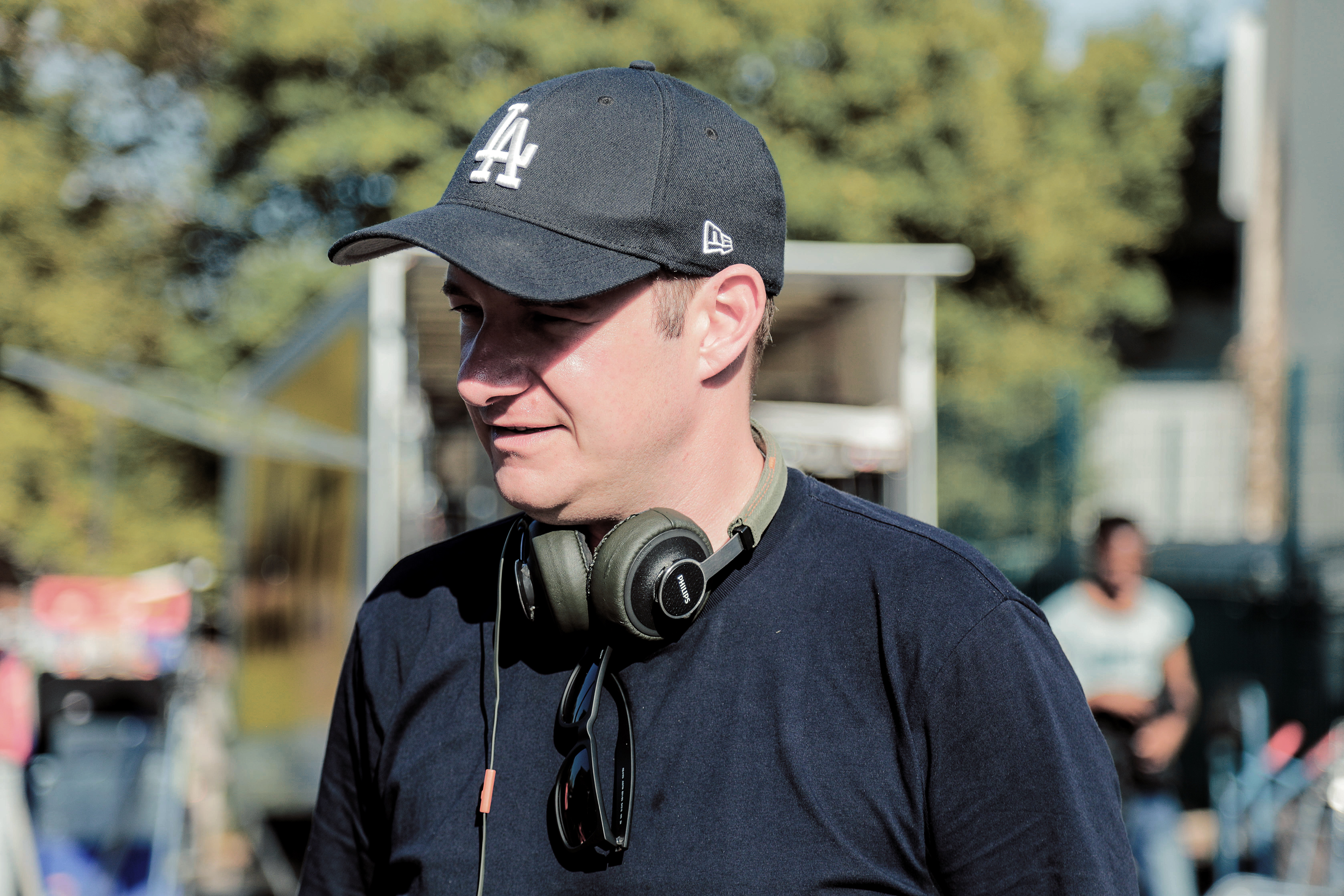
Martin Busker (2018)

## Leben und Wirken
Nach Abitur und Zivildienst machte Busker in Köln eine dreijährige Berufsausbildung zum Mediengestalter Bild und Ton. Im Jahr 2003 erhielt er von der IHK-Begabtenförderung ein Stipendium und absolvierte in deren Rahmen eine Fortbildung zum Regieassistenten. Danach war er für verschiedene Filmproduktionen in Köln und Berlin tätig. So arbeitete Martin Busker an Rosa von Praunheims Dokumentarfilm Männer, Helden, schwule Nazis mit.
Von 2004 bis 2011 studierte Busker Filmregie mit dem Schwerpunkt „Szenischer Film“ an der Filmakademie Baden-Württemberg. Sein dort entstandener Kurzfilm Höllenritt feierte auf der Berlinale 2009 seine Festivalpremiere. Für seinen Diplomfilm Halbe Portionen wurde Martin Busker 2011 mit dem Max-Ophüls-Preis (Mittellange Filme), dem Goldenen Spatz sowie dem Prix Jeunesse in zwei Kategorien ausgezeichnet. Zudem erhielten seine beiden studentischen Filmproduktionen Herzhaft und Höllenritt das Prädikat Wertvoll.
In seiner ersten Arbeit nach dem Studium realisierte Martin Busker mit Grimmsberg eine Stereo-3D-Produktion für ProSieben.
Buskers erster Spielfilm war Zoros Solo (2019), für das er das Drehbuch zusammen mit Fabian Hebestreit schrieb. Die tragische Komödie mit Mert Dincer und Andrea Sawatzki entstand im Rahmen des „SWR Debüt im Dritten“.

## Filmografie (Auswahl)
- 2000: Ferne Ufer (Drehbuch, Regie, Kamera)
- 2005: Kopflastig (Regie)
- 2007: Herzhaft (Drehbuch, Regie)
- 2008: Höllenritt (Regie)
- 2010: Halbe Portionen (Drehbuch, Regie)
- 2011: Grimmsberg (Fernsehserie), (Regie)
- 2012: Schloss Einstein Staffel 15 (Fernsehserie), (Regie)
- 2012: Sturmfrei – Staffel 2 (Fernsehserie), (Regie)
- 2013: Sturmfrei – Staffel 3 (Fernsehserie), (Regie, Dramaturg)
- 2014: Dating Daisy (Fernsehserie), (Regie)
- 2015: Die Mockridges (Fernsehserie), (Regie)
- 2019: Schloss Einstein Staffel 23 (Fernsehserie), (Headautor)
- 2019: Zoros Solo (Kinofilm), (Drehbuch, Regie)
- 2024: Feuerwehrfrauen: Phönix aus der Asche (Fernsehreihe), (Regie)
- 2024: Feuerwehrfrauen: Heim gesucht (Fernsehreihe), (Regie)

## Auszeichnungen
- 1999: Produzenten Clip für Ferne Ufer auf dem Berliner Medienfestival für Kinder und Jugendliche
- 2006: Goldene Kohle – Auszeichnung für Kopflastig auf dem Ohne Kohle – Filmfestival
- 2007: 1. Preis in der Kategorie Made in Germany für Herzhaft bei den Lesbisch Schwulen Filmtagen Hamburg
- 2008: Förderpreis der Baden-Württembergischen Filmindustrie für Herzhaft auf der Filmschau Baden-Württemberg
- 2009: Publikumspreis für Höllenritt auf dem Filmfestival Wendland Shorts
- 2009: Silver Film Award für Höllenritt auf dem chinesischen Filmfestival International Film and Video Festival of Beijing
- 2009: Gewinner des Publikumspreis bei den Wendland Shorts
- 2010: Gewinner des Preises Best Director für Höllenritt auf dem französischen Filmfestival Festival international du court-métrage de Cergy Pontoise
- 2011: Gewinner des Max-Ophüls-Preises in der Kategorie Mittellange Filme für Halbe Portionen
- 2011: Lobende Erwähnung auf Filmschau Baden-Württemberg für Halbe Portionen[7]
- 2011: Gewinner der Golden Statue auf dem Roshd International Film Festival für Halbe Portionen[7]
- 2011: Gewinner des Preises Bestes Drehbuch auf dem Festival Golden Panda Awards 2011 für Halbe Portionen in Sichuan, China[8].
- 2011: Gewinner in den Kategorien Kurzfilm, Serie, Reihe und Bester Schauspieler auf dem Festival Goldener Spatz für Halbe Portionen[3]
- 2011: Gewinner des Publikumspreises bei der Filmzeit Kaufbeuren für Halbe Portionen.
- 2011: Auszeichnung der Besonderen Einzelleistung auf dem Neiße Filmfestival für Halbe Portionen[9].
- 2012: Prix Jeunesse in den Kategorien 12-15 Fiction & Non-Fiction und Preis der Jugendjury für Halbe Portionen
- 2017: Die PR Klappe 2017, Bronze für Jubiläumsfilm Viessmann[10]
- 2018: Deutscher Preis für Onlinekommunikation, Kategorie Imagefilm für Jubiläumsfilm Viessmann[11]
- 2018: Econ Award für Unternehmenskommunikation für Jubiläumsfilm Viessmann[12]
- 2019: Internationales Filmfest Emden-Norderney, NDR Nachwuchspreis für Zoros Solo[13]
- 2019: Internationales Filmfest Emden-Norderney, Bernhard-Wicki-Preis in Gold für Zoros Solo[14]
- 2019: NDR – Nachwuchspreis beim Internationalen Filmfest Emden-Norderney[14]
- 2019: Lobende Erwähnung auf Filmschau Baden-Württemberg für Zoros Solo[15]
- 2019: Bayerischer Filmpreis in der Kategorie Bestes Drehbuch für Zoros Solo[16]